# João Menezes Dória
João Menezes Dória (Paranaguá, 27 de outubro de 1857 — Rio de Janeiro, 4 de dezembro de 1934) foi um médico e político brasileiro.
Foi governador do Paraná, de 21 de janeiro a 24 de março de 1894.